# Soulier d'or belge 2009
Le Soulier d'or 2009 est un trophée individuel, récompensant le meilleur joueur du championnat de Belgique sur l'ensemble de l'année 2009. Ceci comprend donc à deux demi-saisons, la fin de la saison 2008-2009, de janvier à juin, et le début de la saison 2009-2010, de juillet à décembre.

## Lauréat
Il s'agit de la cinquante-sixième édition du trophée, remporté par l'attaquant du Standard de Liège Milan Jovanović. Il est le troisième joueur du club à recevoir le Soulier d'Or en trois ans, et le quatrième en cinq ans. 
Mais à la suite du boycott de la cérémonie par le Standard, il n'est pas présent pour recevoir son trophée, qui est remis à Yves Leterme, Premier Ministre belge en fonction et supporter du Standard. Le club du Standard et ses joueurs avaient en effet décidé de ne pas se rendre à la remise du trophée à la suite d'une publication internet du journal Het Laatste Nieuws, organisateur du Soulier d'or. La rédaction en ligne du quotidien avait publié un sondage demandant aux internautes d'élire le personnage le plus détestable de l'année 2009. Le médian du Standard Axel Witsel, suspendu en 2009 pour un tackle lourd de conséquences sur l'anderlechtois Marcin Wasilewski, très sérieusement blessé et indisponible pour plusieurs mois, se trouvait parmi les personnes proposées, aux côtés, notamment, de l'assassin Kim De Gelder. Malgré les excuses du rédacteur en chef du quotidien, le Standard a préféré boycotter la cérémonie.
Milan Jovanović avait déjà été élu Footballeur Pro de l'année en 2008 et avait terminé deuxième du classement du Soulier d'Or 2008. Il est le premier joueur serbe à recevoir ce trophée et le dixième joueur étranger. 
Le classement est aussi marqué par la troisième place de Romelu Lukaku, jeune joueur tout juste lancé par Anderlecht, qui récolte ses 167 points sur la deuxième période de votes seulement (début du championnat 2009-2010).

## Classement complet
| Place | Joueur              | Nationalité sportive             | Club(s)                          | 1er tour | 2e tour | Total |
| ----- | ------------------- | -------------------------------- | -------------------------------- | -------- | ------- | ----- |
| 1.    | Milan Jovanović     | Serbie                           | Standard de Liège                | 35       | 183     | 218   |
| 2.    | Mbark Boussoufa     | Maroc                            | RSC Anderlecht                   | 69       | 105     | 174   |
| 3.    | Romelu Lukaku       | Belgique                         | RSC Anderlecht                   | 0        | 167     | 167   |
| 4.    | Steven Defour       | Belgique                         | Standard de Liège                | 143      | 3       | 146   |
| 5.    | Dieumerci Mbokani   | République démocratique du Congo | Standard de Liège                | 122      | 14      | 136   |
| 6.    | Bryan Ruiz          | Costa Rica                       | La Gantoise / FC Twente          | 95       | 0       | 95    |
| 7.    | Ivan Perišić        | Croatie                          | KSV Roulers / FC Bruges          | 0        | 32      | 32    |
| 8.    | Tom De Sutter       | Belgique                         | RSC Anderlecht                   | 27       | 0       | 27    |
| 9.    | Sinan Bolat         | Turquie                          | Standard de Liège                | 17       | 9       | 26    |
| =.    | Simon Mignolet      | Belgique                         | Saint-Trond VV                   | 0        | 26      | 26    |
| 11.   | Franck Berrier      | France                           | SV Zulte Waregem                 | ?        | ?       | 23    |
| 12.   | Bart Goor           | Belgique                         | Germinal Beerschot               | ?        | ?       | 22    |
| 13.   | Stijn Stijnen       | Belgique                         | FC Bruges                        | ?        | ?       | 16    |
| 14.   | Roland Juhász       | Hongrie                          | RSC Anderlecht                   | ?        | ?       | 12    |
| 15.   | Oguchi Onyewu       | États-Unis                       | Standard de Liège / AC Milan     | ?        | ?       | 9     |
| 16.   | Sherjill MacDonald  | Pays-Bas / Suriname              | KSV Roulers / Germinal Beerschot | ?        | ?       | 7     |
| 17.   | Olivier Doll        | Belgique                         | KSC Lokeren                      | ?        | ?       | 6     |
| ==.   | Igor de Camargo     | Belgique / Brésil                | Standard de Liège                | ?        | ?       | 6     |
| ==.   | Axel Witsel         | Belgique                         | Standard de Liège                | ?        | ?       | 6     |
| 20.   | Miloš Marić         | Serbie                           | La Gantoise / VfL Bochum         | ?        | ?       | 5     |
| 21.   | Mark Volders        | Belgique                         | Excelsior Mouscron               | ?        | ?       | 4     |
| ==.   | Faris Haroun        | Belgique / Tchad                 | Germinal Beerschot               | ?        | ?       | 4     |
| ==.   | Lucas Biglia        | Argentine / Italie               | RSC Anderlecht                   | ?        | ?       | 4     |
| ==.   | Wilfried Dalmat     | France                           | Standard de Liège                | ?        | ?       | 4     |
| 25.   | Björn Vleminckx     | Belgique                         | FC Malines / NEC Nimègue         | ?        | ?       | 3     |
| ==.   | Teddy Chevalier     | France                           | SV Zulte Waregem                 | ?        | ?       | 3     |
| ==.   | Glenn Verbauwhede   | Belgique                         | KV Courtrai                      | ?        | ?       | 3     |
| ==.   | Boubacar Barry Copa | Côte d'Ivoire                    | KSC Lokeren                      | ?        | ?       | 3     |
| ==.   | Carl Hoefkens       | Belgique                         | FC Bruges                        | ?        | ?       | 3     |
| ==.   | Jan Polak           | République tchèque               | RSC Anderlecht                   | ?        | ?       | 3     |
| 31.   | Ernest N'for        | Cameroun                         | SV Zulte Waregem                 | ?        | ?       | 2     |
| ==.   | Daan Van Gijseghem  | Belgique                         | Excelsior Mouscron               | ?        | ?       | 2     |
| ==.   | Bernd Thijs         | Belgique                         | La Gantoise                      | ?        | ?       | 2     |
| ==.   | Vadis Odjidja Ofoe  | Belgique / Ghana                 | FC Bruges                        | ?        | ?       | 2     |
| ==.   | Dorge Kouemaha      | Cameroun                         | FC Bruges                        | ?        | ?       | 2     |
| ==.   | Ronald Vargas       | Venezuela                        | FC Bruges                        | ?        | ?       | 2     |
| ==.   | Oleksandr Iakovenko | Ukraine                          | RSC Anderlecht / KVC Westerlo    | ?        | ?       | 2     |
| ==.   | Mehdi Carcela       | Belgique                         | Standard de Liège                | ?        | ?       | 2     |
| ==.   | Olivier Deschacht   | Belgique                         | RSC Anderlecht                   | ?        | ?       | 2     |
| 40.   | Michael Klukowski   | Canada / Pologne                 | FC Bruges                        | ?        | ?       | 1     |
| ==.   | Jaime Alfonso Ruiz  | Colombie                         | KVC Westerlo                     | ?        | ?       | 1     |
| ==.   | Guillaume Gillet    | Belgique                         | RSC Anderlecht                   | ?        | ?       | 1     |
| ==.   | Karel Geraerts      | Belgique                         | FC Bruges                        | ?        | ?       | 1     |
| ==.   | Stijn De Smet       | Belgique                         | La Gantoise                      | ?        | ?       | 1     |
| ==.   | Stef Wils           | Belgique                         | La Gantoise                      | ?        | ?       | 1     |
| ==.   | David Destorme      | Belgique                         | FC Malines                       | ?        | ?       | 1     |

## Classements intermédiaires

### 1ertour
- Haut du classement après le 1er tour (votes du 1er janvier au 30 juin 2009)

| Place | Joueur            | Nationalité                      | Club(s)           | Points |
| ----- | ----------------- | -------------------------------- | ----------------- | ------ |
| 1.    | Steven Defour     | Belgique                         | Standard de Liège | 143    |
| 2.    | Dieumerci Mbokani | République démocratique du Congo | Standard de Liège | 122    |
| 3.    | Bryan Ruiz        | Costa Rica                       | La Gantoise       | 95     |
| 4.    | Mbark Boussoufa   | Maroc / Pays-Bas                 | RSC Anderlecht    | 69     |
| 5.    | Milan Jovanović   | Serbie                           | Standard de Liège | 35     |
| 6.    | Tom De Sutter     | Belgique                         | RSC Anderlecht    | 27     |
| 7.    | Sinan Bolat       | Turquie                          | Standard de Liège | 17     |

### 2etour
- Haut du classement du 2e tour uniquement (votes du 1er juillet au 31 décembre 2009)

| Place | Joueur          | Nationalité      | Club(s)           | Points |
| ----- | --------------- | ---------------- | ----------------- | ------ |
| 1.    | Milan Jovanović | Serbie           | Standard de Liège | 183    |
| 2.    | Romelu Lukaku   | Belgique         | RSC Anderlecht    | 167    |
| 3.    | Mbark Boussoufa | Maroc / Pays-Bas | RSC Anderlecht    | 105    |
| 4.    | Ivan Perišić    | Croatie          | FC Bruges         | 32     |
| 5.    | Simon Mignolet  | Belgique         | Saint-Trond VV    | 26     |

## Autres prix décernés lors de la cérémonie

### Meilleur belge à l'étranger
|    | Vainqueur        | Club       | Championnat    |
| -- | ---------------- | ---------- | -------------- |
| 1. | Thomas Vermaelen | Arsenal FC | Premier league |

### Plus beau but du championnat belge
|    | Vainqueur | Nationalité | Club               | Date du but | Match concerné                             | Lien         |
| -- | --------- | ----------- | ------------------ | ----------- | ------------------------------------------ | ------------ |
| 1. | Bart Goor | Belgique    | Germinal Beerschot | 7 août 2009 | Germinal Beerschot 1 - 1 Standard de Liège | Vidéo du but |